# Ремохон

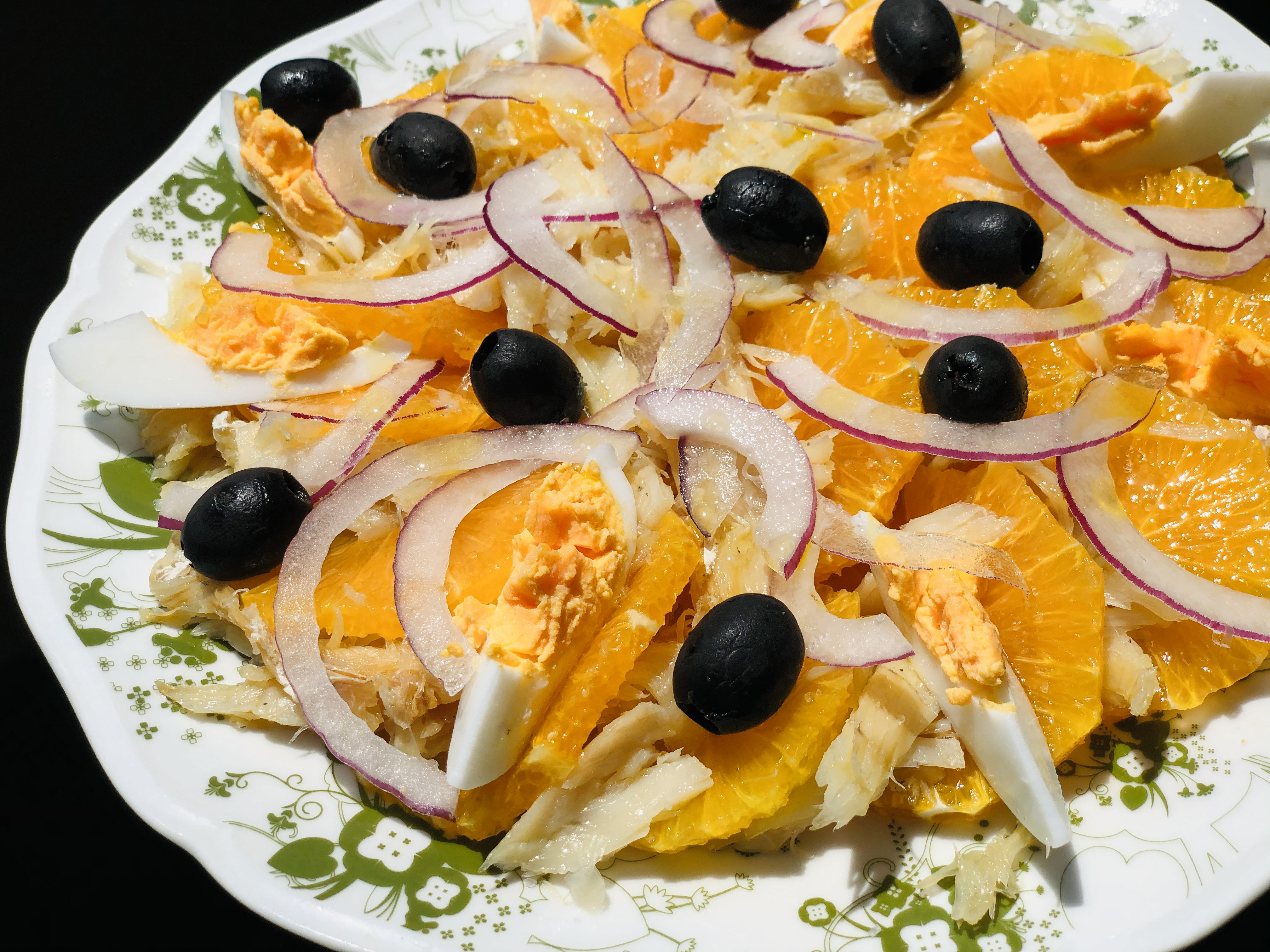
Ремохон

Ремохо́н (также апельсиновый ремохон, исп. remojón или исп. remojón de naranja) — типичное блюдо андалусской кухни арабского происхождения. Этот апельсиновый салат популярен прежде всего в провинциях Гранада и Кордоба и Хаэне. Существует множество местных рецептов приготовления ремохона, но все они за основу берут апельсины и оливковое масло — продукты, которыми славится Андалусия. Иногда ремохон называют «апельсинами в оливковом масле» или «апельсиновым салатом».
В самом простом виде ремохон — ничто иное, как очищенная и измельчённая мякоть апельсина, заправленная оливковым маслом и солью или сахаром, в зависимости от вкусов. Сладкая версия ремохона является популярным десертом и полдником для детей.
В более сложных рецептах используются дополнительные ингредиенты, в частности, бакальяу. Иногда в ремохон добавляют оливки, варёные яйца, лук, чеснок, перец, отварной картофель и томаты.